# Синдром GRACILE
Синдром GRACILE — очень редкое аутосомно-рецессивное генетическое заболевание, относится к группе финских наследственных заболеваний. Вызвано мутацией в гене BCS1L.
GRACILE — это акроним от англ. growth retardation, amino aciduria, cholestasis, iron overload, lactic acidosis and early death (задержка роста, аминоацидурия (аминокислоты в моче), холестатический синдром, избыток железа, лактатацидоз и ранняя смерть). Другие названия этого синдрома: летальный Финский неонатальный синдром и синдром Феллмана.